# 血管障害
血管障害（けっかんしょうがい）は、血管の病気の総称である。最もよく知られ、最も一般的な血管障害は、慢性糖尿病の一般的な合併症である糖尿病性血管障害である。

## 分類

### 口径によって
血管障害には、大血管障害と細小血管障害の2種類がある。
大血管障害では、アテローム性動脈硬化症とその結果として生じる血餅が大きな血管に形成され、血管壁にくっつき、血液の流れを遮断する。 大血管障害は、虚血性心疾患、脳卒中、および糖尿病性足潰瘍および切断のリスクに寄与する末梢血管疾患などの他の合併症を引き起こす可能性がある。
細小血管障害では、小さな血管の壁が非常に厚くて弱くなるため、出血し、タンパク質が漏れ、体内の血液の流れが遅くなる。狭窄または血餅形成による血流の減少は、細胞および生体組織への酸素の流れを損ない（虚血と呼ばれる）、細胞死につながる（壊死、切断が必要になる場合がある）。したがって、網膜などの酸素レベルに非常に敏感な組織は、微小血管障害を発症し、失明を引き起こす可能性がある（いわゆる増殖性糖尿病性網膜症）。神経細胞への損傷は、末梢神経障害を、腎細胞への障害は、糖尿病性腎症（キンメルスティール・ウィルソン症候群）を引き起こす可能性がある。

### 条件によって
関連する条件によって血管障害を分類することも可能である。
- 糖尿病性血管障害
- 脳アミロイド血管症